# Frolikha Adventure Coastline Track
Der Frolikha Adventure Coastline Track (F.A.C.T., russisch Фролиха Frolicha) ist ein 100 km langer Fernwanderweg an der Nordostküste des Baikalsees in Sibirien (Russland). 
Der Weg wurde 2009 von Russen und Ausländern für eine nachhaltige Tourismusentwicklung der Region gebaut und markiert. Er nutzt überwiegend das natürliche Ufer und alte Jäger- und Wildpfade. Namensgeber ist der in der Mitte des Trails gelegene Fluss Frolicha (englische Transkription Frolikha), der auf seinem Weg den etwa 10 km östlich des Baikalsees gelegenen Frolichasee durchfließt.
Vor dem Panorama der schneebedeckten, über 2000 m hohen Gipfel des Bargusingebirges führt der F.A.C.T. von der Mündung der Oberen Angara am Nordende des Baikal entlang den Buchten des nordöstlichen Baikalufers durch wenig erschlossene Taiga, über breite Flüsse und Klippen bis zu den heißen Quellen bei Chakussy an der gleichnamigen Bucht. Der Weg sollte nur von erfahrenen Wanderern begangen werden. Vom Baikalplan e.V. in Dresden, der die Einrichtung des Weges organisiert hat, wurde eine Broschüre mit einer Wegbeschreibung herausgegeben.